# Jewgienij Ryłow
Jewgienij Michajłowicz Ryłow (ros. Евгений Михайлович Рылов; ur. 23 września 1996 w Nowotroicku) – rosyjski pływak specjalizujący się w stylu grzbietowym, dwukrotny mistrz olimpijski, dwukrotny mistrz świata i czterokrotny mistrz Europy, rekordzista Europy.

## Kariera pływacka

### 2014
Ryłow swoje pierwsze międzynarodowe sukcesy odniósł na igrzyskach olimpijskich młodzieży w 2014 roku. Na tych zawodach zdobył cztery medale. Na dystansie 100 m stylem grzbietowym zdobył złoto, uzyskując w finale czas 54,24. Kolejne złote medale zdobył w sztafecie 4 × 100 m stylem zmiennym i w konkurencji 50 m stylem grzbietowym, w której z czasem 25,09 ustanowił nowy rekord świata juniorów. Ostatniego dnia igrzysk zajął drugie miejsce na dystansie 200 m stylem grzbietowym, gdzie uzyskał czas 1:57,08.

### 2015
Podczas mistrzostw świata w rosyjskim Kazaniu zdobył brązowy medal po przepłynięciu 200 m stylem grzbietowym w czasie 1:54,60. W konkurencji 100 m grzbietem zajął siódme miejsce z czasem 53,23. Płynął także w finale wyścigu sztafet 4 × 100 m stylem zmiennym, gdzie zajął piąte miejsce.

### 2016
Na mistrzostwach Rosji w kwietniu na dystansie 200 m stylem grzbietowym poprawił, należący wcześniej do Radosława Kawęckiego, rekord Europy, uzyskując czas 1:54,21. 
Ryłow na igrzyskach olimpijskich w Rio de Janeiro zdobył brązowy medal i w finale, z czasem 1:53,97, ustanowił na dystansie 200 m stylem grzbietowym nowy rekord Europy. Był także finalistą na 100 m stylem grzbietowym i uzyskawszy czas 52,74, ostatecznie zajął szóste miejsce. Płynął także w finale konkurencji sztafet 4 × 100 m stylem zmiennym, gdzie Rosjanie uplasowali się na czwartym miejscu.

### 2017
W kwietniu podczas mistrzostw Rosji poprawił rekord Europy w konkurencji 200 m stylem grzbietowym, uzyskawszy czas 1:53,81. Trzy miesiące później, podczas mistrzostw w Budapeszcie na tym samym dystansie został mistrzem świata i ustanowił nowy rekord Europy (1:53,61). W sztafecie 4 × 100 m stylem zmiennym zdobył brązowy medal.

### 2018
W sierpniu na mistrzostwach Europy w Glasgow zdobył cztery medale. Ryłow zwyciężył na dystansie 200 m stylem grzbietowym i czasem 1:53,36 poprawił własny rekord Europy. Złoto wywalczył także w sztafecie 4 × 100 m stylem dowolnym. W konkurencji 100 m stylem grzbietowym był drugi z czasem 52,74. Brał także udział w wyścigu eliminacyjnym sztafet 4 × 100 m stylem zmiennym i otrzymał srebrny medal, kiedy Rosjanie zajęli w finale drugie miejsce.

### 2021
W lipcu, reprezentując Rosyjski Komitet Olimpijski podczas igrzysk olimpijskich w Tokio zwyciężył w konkurencji 100 m stylem grzbietowym i czasem 51,98 pobił rekord Europy. Złoty medal zdobył także na dystansie dwukrotnie dłuższym, gdzie ustanowił nowy rekord olimpijski (1:53,27). W sztafecie 4 × 200 m stylem dowolnym wywalczył srebro.

## Odznaczenia
- Medal Orderu „Za zasługi dla Ojczyzny” II klasy (2016)[22]
- Order Przyjaźni (2021)[23]